# ويليام تانر
ويليام تانر (1841 - ) (بالإنجليزية: William Tanner)‏ هو لاعب كريكت بريطاني.